# Галінув (Ґостинінський повіт)
Галінув (пол. Halinów) — село в Польщі, у гміні Гостинін Ґостинінського повіту Мазовецького воєводства.
Населення — 84 особи (2011).
У 1975—1998 роках село належало до Плоцького воєводства.

## Демографія
Демографічна структура станом на 31 березня 2011 року:
|          | Загалом | Допрацездатний вік | Працездатний вік | Постпрацездатний вік |
| -------- | ------- | ------------------ | ---------------- | -------------------- |
| Чоловіки | 45      | 12                 | 27               | 6                    |
| Жінки    | 39      | 9                  | 19               | 11                   |
| Разом    | 84      | 21                 | 46               | 17                   |